# Jacob Abels
Jacob Abels, född 1803 i Amsterdam, död 1866 i Abcoude, var en nederländsk målare.
Abels var elev till Jan van Ravenswaay. Han besökte år 1826 Tyskland och vid hemkomsten bosatte sig i Haag. Åren 1849-1853 bodde han i Haarlem men var senare bofast i Arnhem. Hans fru var dotter till den nederländske målaren Pieter van Os. Abels är känd för sina målningar av landskap i månljus. Museet i Haarlem inhyser verk av honom.